# Cyrtaphe lobipes
Cyrtaphe lobipes är en mångfotingart som beskrevs av Loomis 1936. Cyrtaphe lobipes ingår i släktet Cyrtaphe och familjen Chelodesmidae. Inga underarter finns listade i Catalogue of Life.